# Bacino idrogeologico
Un bacino idrogeologico è la frazione di bacino idrografico posta nel sottosuolo, delimitata da uno spartiacque freatico (o sotterraneo). Spesso non coincide con il bacino idrografico, in quanto non considera il solo deflusso di acque superficiali, ma anche lo scorrimento di infiltrazione che dipende dalla stratigrafia e dalla conformazione geologica del sottosuolo.